# جيمس دوغرتي
جيمس إدوارد دوغرتي (بالإنجليزية: James Edward Dougherty) (12 أبريل 1921 – 15 أغسطس 2005) كان ضابط شرطة أمريكيًا، اشتهر بكونه الزوج الأول للممثلة الشهيرة مارلين مونرو (نورما جين بيكر). عمل دوغرتي في شرطة لوس أنجلوس لعدة عقود، وكان من أوائل المدربين في فرقة الأسلحة والتكتيكات الخاصة (SWAT). بالإضافة إلى مسيرته في إنفاذ القانون، كتب عدة مؤلفات تناول فيها علاقته بمونرو وذكرياته معها. يُعرف دوغرتي بدوره الثانوي في حياة واحدة من أكثر رموز الثقافة الأمريكية تأثيرًا في القرن العشرين.

## العائلة والنشأة
ولد في 12 أبريل 1921 في لوس أنجلوس في ولاية كاليفورنيا. وهو الطفل الخامس والأخير لإيثيل وإدوارد دوغرتي، وهما من سكان بويبلو في كولورادو. انتقلت العائلة إلى مدينة غلوب في أريزونا، وخلالها عانت الأسرة من الكساد الكبير، وعاشوا في خيمة. لم توثق ديانته بشكل صريح في المصادر المتاحة، لكن من المرجح أنه كان مسيحيًا نظرًا لخلفيته الثقافية والاجتماعية. عاد لاحقًا إلى لوس أنجلوس ودرس في مدرسة فان نويس الثانوية، حيث كان قائد فريق كرة القدم ورئيس الفصل.  

## زواجه من مارلين مونرو
تزوج من الفنانة الشهيرة مارلين مونرو في 19 يونيو 1942، عندما كانت تبلغ من العمر 16 عامًا، وكانت تدعى حينها نورما جين بيكر، وذلك لتجنب إعادتها إلى دار الأيتام بعد انتقال عائلتها الحاضنة. بعد انضمامه إلى البحرية التجارية، بدأت نورما جين مسيرتها في عرض الأزياء، مما أدى إلى تباعدهما وانتهى زواجهما بالطلاق في عام 1946.

## حياته المهنية واللاحقة
بعد خدمته في البحرية، انضم إلى إدارة شرطة لوس أنجلوس عام 1949، حيث كان من أوائل المدربين على فرق الأسلحة والتكتيكات الخاصة (SWAT). وقد تزوج ثلاث مرات، وكان زواجه الأخير من الفنانة ريتا لامبرت، التي شجعته على كتابة مذكراته. انتقل إلى ولاية مين، حيث عمل في أكاديمية العدالة الجنائية ومفوضًا لمقاطعة أندروسكوجين. أخيرًا توفي جيمس دوغرتي في 15 أغسطس 2005 بسبب مضاعفات اللوكيميا، ودفن في ولاية مين. وفي عام 2000، تم افتتاح مدرسة ابتدائية تحمل اسمه في دبلن، كاليفورنيا، تكريمًا له.